# جوشوا هارمون (شاعر)
جوشوا هارمون (بالإنجليزية: Joshua Harmon)‏ (1971)؛ شاعر وروائي أمريكي.